# Rhabdoblatta pluriramosa
Rhabdoblatta pluriramosa är en kackerlacksart som först beskrevs av Heinrich Hugo Karny 1915.  Rhabdoblatta pluriramosa ingår i släktet Rhabdoblatta och familjen jättekackerlackor.
Artens utbredningsområde är Guinea. Inga underarter finns listade i Catalogue of Life.